# Mesoregio
Een mesoregio (Portugees: mesorregião, meervoud mesorregiões) is een statistisch-geografisch gebied in Brazilië dat in grootte-orde tussen een staat en een microregio ligt. Er zijn 137 mesoregio's verdeeld over de 26 staten en het federaal district.
| Staat               | Mesoregio                          |
| ------------------- | ---------------------------------- |
| Acre                | Vale do Acre                       |
| Acre                | Vale do Juruá                      |
| Alagoas             | Agreste Alagoano                   |
| Alagoas             | Leste Alagoano                     |
| Alagoas             | Sertão Alagoano                    |
| Amapá               | Norte do Amapá                     |
| Amapá               | Sul do Amapá                       |
| Amazonas            | Centro Amazonense                  |
| Amazonas            | Norte Amazonense                   |
| Amazonas            | Sudoeste Amazonense                |
| Amazonas            | Sul Amazonense                     |
| Bahia               | Centro-Norte Baiano                |
| Bahia               | Centro-Sul Baiano                  |
| Bahia               | Extremo Oeste Baiano               |
| Bahia               | Metropolitana de Salvador          |
| Bahia               | Nordeste Baiano                    |
| Bahia               | Sul Baiano                         |
| Bahia               | Vale São-Franciscano da Bahia      |
| Ceará               | Centro-Sul Cearense                |
| Ceará               | Jaguaribe                          |
| Ceará               | Metropolitana de Fortaleza         |
| Ceará               | Noroeste Cearense                  |
| Ceará               | Norte Cearense                     |
| Ceará               | Sertões Cearenses                  |
| Ceará               | Sul Cearense                       |
| Espírito Santo      | Central Espírito-Santense          |
| Espírito Santo      | Litoral Norte Espírito-Santense    |
| Espírito Santo      | Noroeste Espírito-Santense         |
| Espírito Santo      | Sul Espírito-Santense              |
| Goiás               | Centro Goiano                      |
| Goiás               | Leste Goiano                       |
| Goiás               | Noroeste Goiano                    |
| Goiás               | Norte Goiano                       |
| Goiás               | Sul Goiano                         |
| Maranhão            | Centro Maranhense                  |
| Maranhão            | Leste Maranhense                   |
| Maranhão            | Norte Maranhense                   |
| Maranhão            | Oeste Maranhense                   |
| Maranhão            | Sul Maranhense                     |
| Mato Grosso         | Centro-Sul Mato-Grossense          |
| Mato Grosso         | Nordeste Mato-Grossense            |
| Mato Grosso         | Norte Mato-Grossense               |
| Mato Grosso         | Sudeste Mato-Grossense             |
| Mato Grosso         | Sudoeste Mato-Grossense            |
| Mato Grosso do Sul  | Centro-Norte de Mato Grosso do Sul |
| Mato Grosso do Sul  | Leste de Mato Grosso do Sul        |
| Mato Grosso do Sul  | Pantanal Sul Mato-Grossense        |
| Mato Grosso do Sul  | Sudoeste de Mato Grosso do Sul     |
| Minas Gerais        | Campo das Vertentes                |
| Minas Gerais        | Central Mineira                    |
| Minas Gerais        | Jequitinhonha                      |
| Minas Gerais        | Metropolitana de Belo Horizonte    |
| Minas Gerais        | Noroeste de Minas                  |
| Minas Gerais        | Norte de Minas                     |
| Minas Gerais        | Oeste de Minas                     |
| Minas Gerais        | Sul e Sudoeste de Minas            |
| Minas Gerais        | Triângulo Mineiro e Alto Paranaíba |
| Minas Gerais        | Vale do Mucuri                     |
| Minas Gerais        | Vale do Rio Doce                   |
| Minas Gerais        | Zona da Mata                       |
| Pará                | Baixo Amazonas                     |
| Pará                | Marajó                             |
| Pará                | Metropolitana de Belém             |
| Pará                | Nordeste Paraense                  |
| Pará                | Sudeste Paraense                   |
| Pará                | Sudoeste Paraense                  |
| Paraná              | Centro Ocidental Paranaense        |
| Paraná              | Centro Oriental Paranaense         |
| Paraná              | Centro-Sul Paranaense              |
| Paraná              | Metropolitana de Curitiba          |
| Paraná              | Noroeste Paranaense                |
| Paraná              | Norte Central Paranaense           |
| Paraná              | Norte Pioneiro Paranaense          |
| Paraná              | Oeste Paranaense                   |
| Paraná              | Sudeste Paranaense                 |
| Paraná              | Sudoeste Paranaense                |
| Paraíba             | Agreste Paraibano                  |
| Paraíba             | Borborema                          |
| Paraíba             | Mata Paraibana                     |
| Paraíba             | Sertão Paraibano                   |
| Pernambuco          | Agreste Pernambucano               |
| Pernambuco          | Mata Pernambucana                  |
| Pernambuco          | Metropolitana do Recife            |
| Pernambuco          | São Francisco Pernambucano         |
| Pernambuco          | Sertão Pernambucano                |
| Piauí               | Centro-Norte Piauiense             |
| Piauí               | Norte Piauiense                    |
| Piauí               | Sudeste Piauiense                  |
| Piauí               | Sudoeste Piauiense                 |
| Rio de Janeiro      | Baixadas Litorâneas                |
| Rio de Janeiro      | Centro Fluminense                  |
| Rio de Janeiro      | Metropolitana do Rio de Janeiro    |
| Rio de Janeiro      | Noroeste Fluminense                |
| Rio de Janeiro      | Norte Fluminense                   |
| Rio de Janeiro      | Sul Fluminense                     |
| Rio Grande do Norte | Agreste Potiguar                   |
| Rio Grande do Norte | Central Potiguar                   |
| Rio Grande do Norte | Leste Potiguar                     |
| Rio Grande do Norte | Oeste Potiguar                     |
| Rio Grande do Sul   | Centro Ocidental Rio-Grandense     |
| Rio Grande do Sul   | Centro Oriental Rio-Grandense      |
| Rio Grande do Sul   | Metropolitana de Porto Alegre      |
| Rio Grande do Sul   | Nordeste Rio-Grandense             |
| Rio Grande do Sul   | Noroeste Rio-Grandense             |
| Rio Grande do Sul   | Sudeste Rio-Grandense              |
| Rio Grande do Sul   | Sudoeste Rio-Grandense             |
| Rondônia            | Leste Rondoniense                  |
| Rondônia            | Madeira-Guaporé                    |
| Roraima             | Norte de Roraima                   |
| Roraima             | Sul de Roraima                     |
| Santa Catarina      | Grande Florianópolis               |
| Santa Catarina      | Norte Catarinense                  |
| Santa Catarina      | Oeste Catarinense                  |
| Santa Catarina      | Serrana                            |
| Santa Catarina      | Sul Catarinense                    |
| Santa Catarina      | Vale do Itajaí                     |
| São Paulo           | Araçatuba                          |
| São Paulo           | Araraquara                         |
| São Paulo           | Assis                              |
| São Paulo           | Bauru                              |
| São Paulo           | Campinas                           |
| São Paulo           | Itapetininga                       |
| São Paulo           | Litoral Sul Paulista               |
| São Paulo           | Macro Metropolitana Paulista       |
| São Paulo           | Metropolitana de São Paulo         |
| São Paulo           | Marília                            |
| São Paulo           | Piracicaba                         |
| São Paulo           | Presidente Prudente                |
| São Paulo           | Ribeirão Preto                     |
| São Paulo           | São José do Rio Preto              |
| São Paulo           | Vale do Paraíba Paulista           |
| Sergipe             | Agreste Sergipano                  |
| Sergipe             | Leste Sergipano                    |
| Sergipe             | Sertão Sergipano                   |
| Tocantins           | Ocidental do Tocantins             |
| Tocantins           | Oriental do Tocantins              |
| Federaal District   | Federaal District                  |